# Станіславська сільська рада (Подільський район)
Станісла́вська сільська́ ра́да — колишня адміністративно-територіальна одиниця та орган місцевого самоврядування в Подільському районі Одеської області. Адміністративний центр — село Станіславка.

## Загальні відомості
- Територія ради: 48,31 км²
- Населення ради: 1 396 осіб (станом на 2001 рік)

## Населені пункти
Сільській раді підпорядковані населені пункти:
- с. Станіславка
- с. Падрецеве
- с. Ясинове

## Населення
Згідно з переписом УРСР 1989 року чисельність наявного населення сільської ради становила 1602 особи, з яких 655 чоловіків та 947 жінок.
За переписом населення України 2001 року в сільській раді мешкали 1394 особи.

### Мова
Розподіл населення за рідною мовою за даними перепису 2001 року:
| Мова       | Відсоток |
| ---------- | -------- |
| українська | 94,77 %  |
| російська  | 2,58 %   |
| молдовська | 2,36 %   |
| польська   | 0,14 %   |
| білоруська | 0,07 %   |
| угорська   | 0,07 %   |

## Склад ради
Рада складається з 16 депутатів та голови.
- Голова ради: Сітарчук Аркадій Миколайович
- Секретар ради: Шипош Валентина Володимирівна

### Керівний склад попередніх скликань
| Прізвище, ім'я, по батькові  | Основні відомості                                                         | Дата обрання | Дата звільнення |
| ---------------------------- | ------------------------------------------------------------------------- | ------------ | --------------- |
| Захарчук Галина Іванівна     | Сільський голова, 1951 року народження, член Комуністичної партії України | 26.03.2006   | 31.10.2010      |
| Сітарчук Аркадій Миколайович | Сільський голова, 1990 року народження, освіта вища, безпартійний         | 25.05.2014   |                 |

Примітка: таблиця складена за даними сайту Верховної Ради України

### Депутати
За результатами місцевих виборів 2010 року депутатами ради стали:

#### За суб'єктами висування
| Суб'єкт висування           | Кількість обраних депутатів | %    |
| --------------------------- | --------------------------- | ---- |
| Партія регіонів             | 15                          | 93,8 |
| Комуністична партія України | 1                           | 6,3  |

#### За округами
| № округу                    | Прізвище, ім'я, по батькові        | Дата визнання обраним | Освіта  | Партійна приналежність            | Відомості про обраного депутата                             |
| --------------------------- | ---------------------------------- | --------------------- | ------- | --------------------------------- | ----------------------------------------------------------- |
| Комуністична партія України |                                    |                       |         |                                   |                                                             |
| 11                          | Перевертень Микола Єфимович        | 01.11.2010            | вища    | член Комуністичної партії України | Станіславська загальноосвітня школа I-III ст., вчитель      |
| Партія регіонів             |                                    |                       |         |                                   |                                                             |
| 1                           | Цупик Іван Юрійович                | 01.11.2010            | середня | позапартійний                     | Котовський прикордонний загін, начальник зміни              |
| 2                           | Слободянюк Станіслав Олексійович   | 01.11.2010            | середня | позапартійний                     | тимчасово не працює                                         |
| 3                           | Сліпенчук Юрій Леонідович          | 01.11.2010            | середня | позапартійний                     | приватне підприємство «Колос», механізатор                  |
| 4                           | Ходюк Віктор Володимирович         | 01.11.2010            | середня | член Партії регіонів              | тимчасово не працює                                         |
| 5                           | Слічун Людмила Олександрівна       | 01.11.2010            | вища    | член Партії регіонів              | Станіславська загальноосвітня школа I-III ст., вчитель      |
| 6                           | Шаргородська Валентина Анатоліївна | 01.11.2010            | вища    | позапартійна                      | тимчасово не працює                                         |
| 7                           | Коцюбинський Анатолій Дмитрович    | 01.11.2010            | середня | член Партії регіонів              | Станіславська загальноосвітня школа I-III ст., охоронець    |
| 8                           | Басиста Лариса Григорівна          | 01.11.2010            | вища    | член Партії регіонів              | Станіславська загальноосвітня школа I-III ст., вчитель      |
| 9                           | Маєвська Наталія Олександрівна     | 01.11.2010            | вища    | член Партії регіонів              | Станіславська загальноосвітня школа I-III ст., вчитель      |
| 10                          | Абдулова Надія Полікарпівна        | 01.11.2010            | середня | член Партії регіонів              | Станіславська загальноосвітня школа I-III ст., техпрацівник |
| 12                          | Галімбієвська Світлана Вікторівна  | 01.11.2010            | вища    | позапартійна                      | тимчасово не працює                                         |
| 13                          | Попель Алла Анатоліївна            | 01.11.2010            | вища    | член Партії регіонів              | Станіславська медична амбулаторія, медсестра                |
| 14                          | Шипош Валентина Володимирівна      | 01.11.2010            | вища    | член Партії регіонів              | Станіславська сільська рада, секретар                       |
| 15                          | Созанська Валентина Вікторівна     | 01.11.2010            | вища    | член Партії регіонів              | Станіславська загальноосвітня школа I-III ст., вчитель      |
| 16                          | Іжак Ірина Олексіївна              | 01.11.2010            | вища    | член Партії регіонів              | Станіславська сільська рада, головний бухгалтер             |